# George West (Texas)
George West város az USA Texas államában, Live Oak megyében, melynek megyeszékhelye is. Lakosainak száma 2171 fő (2020. április 1.).

## Népesség
A település népességének változása:
| Lakosok száma | 1533 | 2445 | 2171 |
|               | 1950 | 2010 | 2020 |